# Coupe du Maroc de football 2023-2024
 (mai 2025).
Si vous disposez d'ouvrages ou d'articles de référence ou si vous connaissez des sites web de qualité traitant du thème abordé ici, merci de compléter l'article en donnant les références utiles à sa vérifiabilité et en les liant à la section « Notes et références ».
Navigation
Édition précédente Édition suivante
La Coupe du Trône 2023-2024 est la 68ᵉ édition de la Coupe du Trône de football. Le vainqueur de cette édition obtient une place pour le tour préliminaire de la Coupe de la confédération. Toutefois, si ce dernier s'est déjà qualifié pour l'une des deux compétitions africaines en terminant parmi les trois premiers du championnat, la place qualificative revient au finaliste. Si celui-ci est également déjà qualifié, c'est alors l'équipe classée quatrième du championnat qui en bénéficie.
Cette édition, retardée, comme les trois précédentes, en raison des reports accumulés depuis la période de la Covid-19, a débuté qu'en janvier 2025.

## Résultats

### Premier tour
La Commission des compétitions relevant de la Fédération Royale Marocaine de Football, présidée par M. Jamal Snoussi, a tenu une réunion le mercredi 25 décembre 2024 au siège de la fédération pour procéder au tirage au sort des éliminatoires du premier tour de la Coupe du Trône pour la saison sportive 2023/2024. Ce tirage au sort a abouti aux résultats suivants. Il est à noter que les matchs de ce tour se dérouleront les mercredi 1er janvier et jeudi 2 janvier 2025.

### Troisième tour
Ce tour réunira les 17 équipes qualifiées lors du deuxième tour, ainsi que les 15 clubs évoluant en championnat National durant la saison 2023/2024, qui font leur entrée en lice à ce stade de la compétition.
À noter que les équipes réserves des clubs professionnels ne participent pas à la Coupe du Trône.
| Équipe 1                 | Score | Équipe 2               |
| ------------------------ | ----- | ---------------------- |
| Fath Casablanca          | 3–0   | AJS Ras Ijerri         |
| Wydad Sportive de Sefrou | 1–3   | HA Nador               |
| Kénitra AC               | 1–0   | Hassania Lazaret Oujda |
| AJ sportive              | 3–1   | US Témara              |
| IZ Khemisset             | 2–1   | Fath Riadi de Nador    |
| Widad Juventud Tanger    | 2–3   | US Sidi Kacem          |
| Étoile de Casablanca     | 2–1   | WS Témara              |

| Équipe 1             | Score | Équipe 2                     |
| -------------------- | ----- | ---------------------------- |
| Tihad AS             | 1–0   | US Yacoub El Mansour         |
| Mouloudiat Assa      | 0–2   | Olympique Marrakech          |
| US Amal Tiznit       | 0–2   | CR Bernoussi                 |
| Najm de Marrakech    | 2–1   | Association Al Mansoria      |
| Union Aguelmous      | 0–3   | Ittihad Riadi Fkih Ben Salah |
| Wydad Serghini       | 1–0   | Najah Souss                  |
| Olympique Youssoufia | 4–1   | Fath Sidi Bennour            |
| Chabab Sakia Hamra   | 0–3   | CJ Ouatia                    |
| CO Laayoune          | 1–3   | AJS Boujdour                 |

### Seizièmes de finale
| Match | Équipe 1       | Résultat   | Équipe 2          |
| ----- | -------------- | ---------- | ----------------- |
| 1     | Wydad AC       | 1 - 0      | Fath US           |
| 2     | IZ Khemisset   | 0 - 1      | MA Tétouan        |
| 3     | Stade Marocain | 2 - 0      | US Sidi Kacem     |
| 4     | IR Tanger      | 0 - 1      | RS Berkane        |
| 5     | Hilal Nador    | 1 - 3      | USM Oujda         |
| 6     | AS FAR         | 2 - 1      | MAS Fès           |
| 7     | SCC Mohammédia | 2 - 6      | Union de Touarga  |
| 8     | MC Oujda       | 1 - 2      | Tihad AS          |
| 9     | Raja CA        | 4 - 2      | Raja Beni Mellal  |
| 10    | OC Khouribga   | 3 - 0      | IR Fkih Ben Salah |
| 11    | OC Safi        | 3 - 1      | AS jeunesse       |
| 12    | RCA Zemamra    | 4 - 0      | DH El Jadida      |
| 13    | CAY Berrechid  | 2 - 1      | Wydad Serghini    |
| 14    | KAC Marrakech  | 2 - 0      | Racing AC         |
| 15    | AJS Boujdour   | 0 - 3      | HUS Agadir        |
| 16    | CJ Ben Guerir  | 1 - 3a. p. | JS Soualem        |

### Huitièmes de finale
| Match | Équipe 1      | Résultat    | Équipe 2         |
| ----- | ------------- | ----------- | ---------------- |
| 1     | JS Soualem    | 1(4) - 1(5) | OC Safi          |
| 2     | AS FAR        | 3 - 0       | RCA Zemamra      |
| 3     | Tihad AS      | 0 - 2       | Union de Touarga |
| 4     | USM Oujda     | 2 - 1       | Raja CA          |
| 5     | KAC Marrakech | 0 - 3       | RS Berkane       |
| 6     | MA Tétouan    | 1 - 0       | Wydad AC         |
| 7     | CAY Berrechid | 0 - 1       | Stade Marocain   |
| 8     | OC Khouribga  | 2 - 1       | HUS Agadir       |

### Quarts de finale
| Match | Équipe 1         | Résultat    | Équipe 2       |
| ----- | ---------------- | ----------- | -------------- |
| 1     | MA Tétouan       | 1 - 0       | OC Khouribga   |
| 2     | AS FAR           | 1(6) - 1(7) | RS Berkane     |
| 3     | Union de Touarga | 1 - 0       | Stade Marocain |
| 4     | OC Safi          | 2 - 1       | USM Oujda      |

### Demi-Finale
| Match | Équipe 1         | Résultat | Équipe 2   |
| ----- | ---------------- | -------- | ---------- |
| 1     | MA Tétouan       | 0 - 3    | RS Berkane |
| 2     | Union de Touarga | 0 - 1    | OC Safi    |